# Anolis vaupesianus
Anolis vaupesianus (аноліс Вільямса) — вид ігуаноподібних ящірок родини анолісових (Dactyloidae). Ендемік Колумбії.

## Поширення і екологія
Аноліси Вільямса мешкають в департаментах Амасонас і Ваупес на південному сході Колумбії. Вони живуть у вологих тропічних лісах Амазонії, трапляються в садах.